# Camponotus barbiger
Camponotus barbiger é uma espécie de inseto do gênero Camponotus, pertencente à família Formicidae.